# Irarsite
L'irarsite è un minerale appartenente al gruppo della cobaltite.